# Association progressiste des îles Cook
Pour les articles homonymes, voir CIPA.

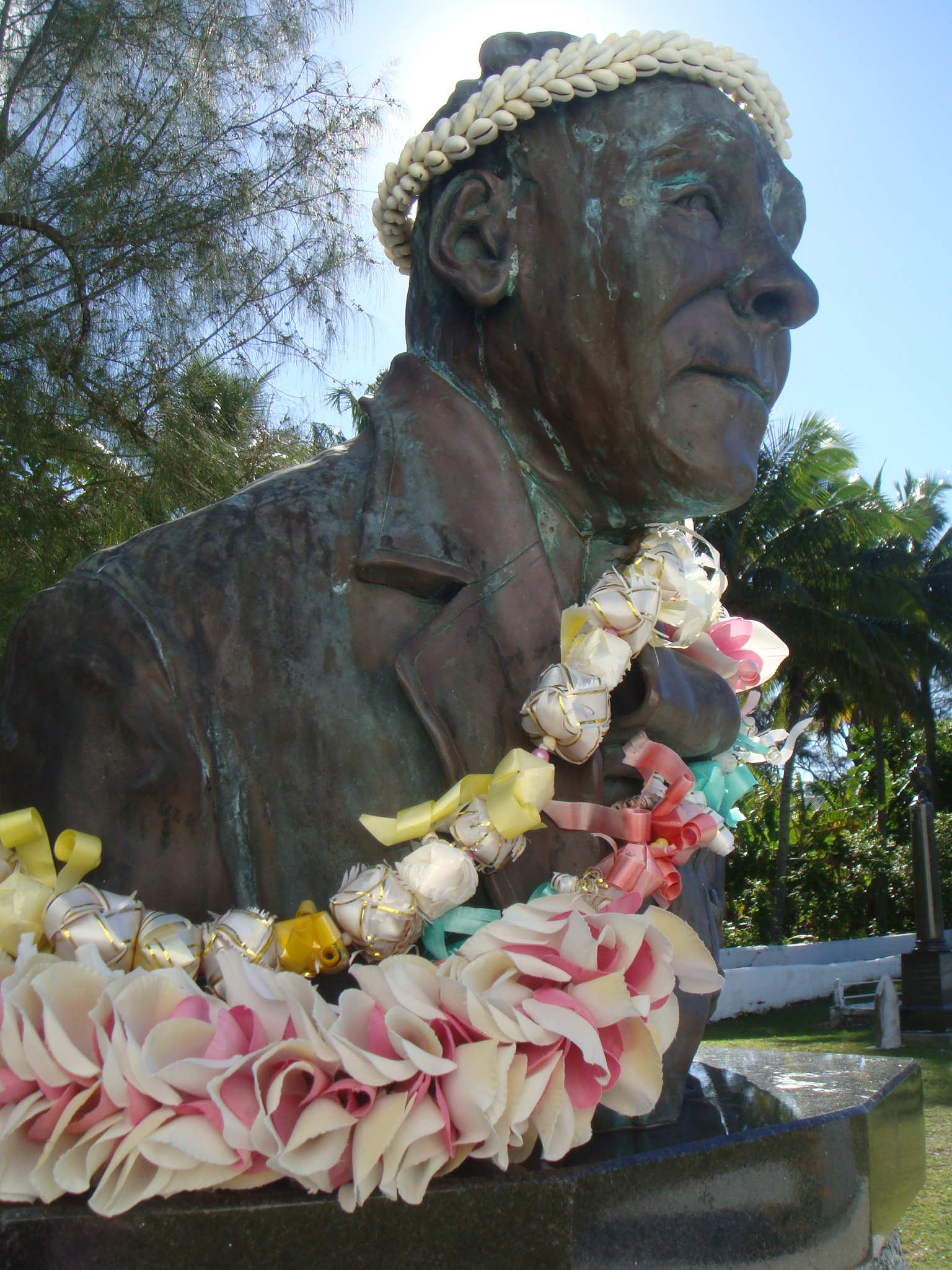
Buste d'Albert Royle Henry, ancien premier ministre de Îles Cook de 1965 à 1978 et membre de la CIPA.

La Cook Islands Progressive Association (CIPA) fut la toute première organisation politique autochtone des îles Cook et ancêtre du Cook Islands Party. 
La CIPA fut fondée en novembre 1944 à Rarotonga à l'initiative d'un groupe de planteurs locaux, Ua Turua (Avarua), Tautu Aneru (Matavera)… en raison d'un mécontentement croissant envers l'administration néo-zélandaise, jugée responsable de leurs difficultés économiques. L'objectif des premiers leaders de la CIPA était d'acquérir sous la forme d'une entreprise coopérative, leur propre magasin ainsi qu'un navire afin d'exporter leur production sans dépendre du Maui Pomare de l'Union Ship Company qui jusqu'alors détenait le monopole du transport entre les îles Cook et la Nouvelle-Zélande. 
En avril 1945, le retour d'un certain nombre d'insulaires ayant travaillé dans les mines de phosphate de l'île de Makatea, permit à l'organisation de se renforcer et d'élargir ses revendications. Ceux-ci dénonçaient leurs conditions de travail et le maigre salaire reçu en récompense d'un éprouvant labeur. Les contrats de travail d'une durée d'un an avaient été négociés directement entre la CFPO (Compagnie Française des Phosphates d’Océanie) et les autorités néo-zélandaises. Une réunion eut lieu au Palais Makea en présence des principaux ariki durant laquelle, ils purent exposer leurs griefs. À la suite de cette réunion, une pétition fut adressée au Résident Commissaire. Ne prenant pas au sérieux ces revendications, celui-ci ne transmit pas l'information à Wellington. Un certain nombre d'émigrés insulaires installés à Auckland entendirent néanmoins parler de l'affaire et s'en emparèrent. Parmi eux se trouvait Albert Royle Henry, alors jeune militant syndical au Auckland Labourers' Union. Il publia avec ses camarades un virulent rapport, intitulé « le scandale Makatea », lequel dénonçait la complicité du gouvernement néo-zélandais dans ce qu'ils estimaient être un nouveau blackbirding dont étaient victimes leurs compatriotes. En janvier 1946, à la suite d'une commission d'enquête, le gouvernement de Wellington fit renégocier les contrats avec la Compagnie. Les salaires passèrent de 350 à 1125 XPF soit de 4 à 7 livres par mois. Parallèlement, il fut décidé que la famille du contractant (femme et enfants) ne pourrait plus l'accompagner sur l'île. Cet épisode marqua la naissance du nationalisme insulaire. En effet, dès octobre 1945, fut créée à Auckland la branche néo-zélandaise de la CIPA dont Albert Henry prit la tête. En contact régulier avec ses collègues rarotongiens grâce à la ligne télex nouvellement installée, il organisa l'association en véritable syndicat. Celle-ci comptait désormais plus de 300 membres. 
Lorsque le Maui Pomare arriva à Avarua en janvier 1946, Henry, fort du succès sur les contrats de travail des travailleurs de Makatea, donna comme instruction de ne pas participer au déchargement du navire, sans obtenir au préalable une augmentation de salaire. L'Union Ship Company céda. Cette nouvelle victoire permit à la CIPA d'accroître ses adhérents qui en juin 1946, étaient plus de 1200. Un certain nombre d'Ariki rejoignirent le mouvement, Vakatini Ariki, Kainuku Ariki, Tinomana Tepai. D'autres y furent plus franchement hostiles, comme Makea Nui Takau Margaret Ariki, Makea Karika George Pa ou Pa Tepaeru Terito Ariki. 
En 1947, la CIPA présenta des candidats au conseil insulaire de Rarotonga. L'un d'eux réussit à battre un proche de Makea Nui Ariki, une première. Parallèlement, craignant un emprise trop grande de la CIPA sur la population et une "dérive communiste", le gouvernement néo-zélandais fit créer un syndicat concurrent, le "Cook Islands Industrial Union Workers", affilié au  "New Zealand Federation of Labour", auquel se rallièrent rapidement 300 insulaires opposés à la CIPA. En décembre 1947, quelques échauffourées éclatèrent à Rarotonga entre les membres des deux syndicats rivaux. Deux membres de la CIPA furent arrêtés. Une marche en faveur de leur libération fut organisée. Le Résident Commissaire, Tailby, craignant que celle-ci comme aux Samoa dégénère et une contagion sur les autres îles de l'archipel, accepta de les libérer. Il demanda néanmoins au gouvernement néo-zélandais de lui envoyer une police composée uniquement d'Européens afin de prévenir tout nouveaux troubles. L'escouade arriva en mars 1948 et resta sur place jusqu'en novembre 1948. Cela mit fin aux troubles.
En 1964, sentant que des évolutions institutionnelles étaient proches, Albert Royle Henry décida de rentrer aux îles Cook. Il prit la tête de la CIPA qu'il rebaptisa Cook Islands Party (CIP).

## Source
Richard Gilson, "Cook Islands (1820-1950)". Wellington. 1980.